# A Família Addams (série de televisão)
A Família Addams (em inglês: The Addams Family) é uma sitcom americana exibida em preto e branco pela ABC originalmente entre 18 de setembro de 1964 a 8 de abril de 1966, no total de 64 episódios. A série é baseda nos personagens criados por Charles Addams para o jornal The New Yorker na década de 1930. 
A série foi escrita por David Levy e Donald Saltzman, com base nas ideias de Charles Addams, que atuou como consultor do programa. Até então, os personagens criados por ele não tinham nome ou características, com Charles os nomeando e defindo um a um especialmente para a série. O tema de abertura (com estalos de dedos) foi composto e cantado por Vic Mizzy. Atualmente os direitos do programa pertencem a Metro-Goldwyn-Mayer.
A série marcou a primeira vez que os Addams foram apresentados ao público na televisão. A partir daí, foram produzidas diversas outras versões, como série animada de 1973 e a versão cinematográfica de 1991.

## História
Os Addams são uma excêntrica família rica que sentem prazer e fascínio por tudo aquilo que é mórbido ou sobrenatural, coisas que as pessoas "normais" morreriam de medo. Aqueles que os visitam se desesperam ao ver os hábitos incomuns do clã. 
Gomez Addams é um homem de negócios que possui extrema adoração pela esposa, Morticia Frump Addams e incentiva todos os seus gostos: seja o cultivo de plantas venenosas, ou um jantar à luz de velas num cemitério. Wednesday Addams (Venenilda, na primeira dublagem da série no Brasil e Wandinha na segunda), filha do casal, é uma menina sádica e um tanto quanto sombria, que adora brincar com seu desmiolado irmão Pugsley Addams (Eddie na primeira dublagem brasileira, e Feioso na segunda), submetendo-o a vários tipos de tortura, o que ele adora. Na mansão Addams ainda moram a vidente Grandmama Addams (Vovó Addams, no Brasil), mãe de Mortícia, e o tio especialista em explosivos Fester Addams (Tio Funéreo na primeira dublagem da série no Brasil e Tio Chico na segunda), tio de Morticia e um especialista em explosivos, além do mordomo Lurch (Lacaio, na primeira dublagem da série e Tropeço na segunda), uma criatura gigantesca e semelhante ao monstro de Frankenstein e Thing T. Thing (Coisa, na primeira dublagem da série e Mãozinha na segunda), uma mão amiga desmembrada do corpo.
A série introduziu novos personagens ao universo dos Addams, como o Primo Itt (Primo Coisa no Brasil), um personagem coberto inteiramente por seu cabelo e que fala um idioma incompreensível, que só a família entende, além de Ophelia Framp, a irmã gêmea e o total oposto de Morticia.
Os principais "inimigos" dos Addams eram seus vizinhos da casa ao lado.
Muito do humor da série deriva do choque cultural dos Addams com o resto do mundo.

## Elenco
- Carolyn Jones como Mortícia Addams e sua irmã gêmea, Ophelia Frump
- John Astin como Gomez Addams
- Jackie Coogan como tio Fester Addams (no Brasil, Tio Chico/Funéreo)
- Blossom Rock como Vovó Addams
- Lisa Loring como Wednesday Addams (no Brasil, Wandinha/Benenilda)
- Ken Weatherwax como Pugsley Addams (no Brasil, Feioso/Eddie)
- Ted Cassidy como Lurch (no Brasil, Tropeço/Lacraio)
- Felix Silla como Primo Itt (no Brasil, Primo Coisa)

## Guia de episódios
Fonte:
Primeira temporada
1. A Família Addams Vai para a Escola
2. Mortícia e o Psiquiatra
3. Mortícia entra para a liga das senhoras
4. O romance furado do Tio Chico
5. A Árvore genealógica da Família Addams
6. Gomez, o político
7. Halloween com a Família Addams
8. Gomez de olhos verdes[2]
9. Os novos vizinhos conhecem a Família Addams
10. Mortícia, a casamenteira
11. Wandinha some de casa
12. Os Addams conhecem os Vips
13. Tropeço aprende a dançar
14. Os Addams conhecem um Playboy
15. A Arte e a Família Addams
16. A Família Addams e o Homem Secreto
17. A Mãe do Tropeço visita a Família Addams
18. A doença do Tio Chico
19. A Família Addams Esbanja
20. O Primo Coisa visita a Família Addams
21. A Família Addams no Tribunal
22. Amnésia na Família Addams

Segunda temporada
1. Mãozinha Desaparece
2. Crise na Família Addams
3. Tropeço e sua espineta
4. Mortícia, a provedora
5. A Família Addams e os Homens do Espaço
6. Meu Filho, o Chipanzé
7. A caridade favorita de Mortícia
8. O progresso e a Família Addams
9. O Topete do Tio Chico
10. Primo Coisa e o Conselheiro Vocacional
11. Tropeço, o ídolo dos Adolescentes
12. A Vitória de Mortícia Addams
13. Meu Lindo Primo Coisa
14. O Romance de Mortícia - Parte I
15. O Romance de Mortícia - Parte II
16. Mortícia encontra a realeza
17. Gomez, o escolhido
18. O Problema do Primo Coisa'-
19. Halloween à Moda dos Addams[2]
20. Mortícia, a escritora

Terceira temporada
1. Morticia, a escultura
2. Gomez, o amante relutante
3. Briga Na Família Addams
4. Gomez, o gatuno
5. O Retrato de Gomez
6. O dilema de Mortícia
7. Natal com a Família Addams
8. Tio Chico, o magnata
9. Mortícia e Gomes vs. Tio Chico e Vovó
10. Tio Chico está de dieta
11. A Granade caça ao tesouro
12. Ophelia encontra o amor
13. A mesada de Feioso
14. Feliz Aniversário, Vovó Frump
15. Mortícia, a decoradora
16. Ophelia vem visitar Mortícia
17. Addams com Louvor
18. Os Addams e problemas veterinários
19. O pequeno ajudante do Tropeço
20. O Seguro dos Addams
21. O Grande romance de Tropeço
22. A Carreira de Ophelia[2]

## Temporadas
Durante todas as temporadas, os episódios foram ao ar nas noites de sexta-feira às 20h30
| Temporada | Temporada | Episódios | Episódios | Originalmente exibido  | Originalmente exibido |
| Temporada | Temporada | Episódios | Episódios | Estreia da temporada   | Final da temporada    |
| --------- | --------- | --------- | --------- | ---------------------- | --------------------- |
|           | 1         | 34        | 34        | 18 de setembro de 1964 | 21 de maio de 1965    |
|           | 2         | 30        | 30        | 17 de setembro de 1965 | 8 de abril de 1966    |
|           | Especial  | Especial  | Especial  | 30 de outubro de 1977  | 30 de outubro de 1977 |